# Miguel Selma Insa
Miguel Selma Insa, nacido Miguel de Antonio Celma Pelayre (Valderrobres, provincia de Teruel, 1622 – Barcelona 1667) fue un compositor y bajonista del barroco español. También fue maestro de capilla en varias catedrales españolas, entre ellas la de Valencia y la de Barcelona. Su obra como compositor se centró en la música litúrgica y religiosa. 

## Biografía
Nació en Valderrobles y fue bautizado el 8 de mayo del año 1622. Su padre, Miguel Selma, era cargador de paños y su madre se llamaba Bárbara (se le supone el apellido Insa). Su parentesco con la familia de constructores de instrumentos Selma parece probable. También se desconocen datos sobre su formación musical. 
Respecto a su defunción no se conoce la fecha exacta, pero su testamento está fechado el 25 de agosto de 1667. Su voluntad fue la de ser enterrado en el monasterio de Montserrat, del cual era muy devoto, detallándose en su testamento cómo debía ser su conducción a dicho templo, la clase de funeral, lugar de enterramiento y misas que se debían celebrar. 

## Vida como músico
Fue maestro de capilla en la catedral de Segorbe, en Castellón, cargo al cual accedió procedente del Colegio de Corpus Christi, conocido también como del Patriarca de Valencia, donde solía ejercer de bajonista. Su acceso al magisterio de Segorbe fue a través de un examen privado, debido a que una norma del colegio de Corpus Christi era que no podían compaginarse ambos cargos. Fue examinado por el propio maestro de capilla del Patriarca y el organista de la catedral valenciana (el “Ciego de Valencia”, Andrés Pérez). Acabó ocupando el magisterio de la catedral de Segorbe hasta ganar las oposiciones para maestro de capilla en la catedral de Barcelona en 1664. 
En Barcelona trabajó de ayudante del maestro jubilado Albareda, tras unas oposiciones en las que participaron el maestro de capilla de Lleida y el sacerdote del Palau de la Comtessa de Barcelona. El tribunal estuvo formado por personalidades eclesiásticas y musicales como el director de coro de los oficios Fructuós Tos. Su ocupación en el magisterio de Barcelona no llegó a tres años, y poco se sabe de sus labores allí. 
Como testigos de su testamento dejó a los principales músicos con los que trabajo, con los que mantenía una buena relación, como el organista de la iglesia del Pino, Andreu Alvero, y el de la catedral, Bernabé Iriberia, entre otros. En su testamento no aparecen referencias a papeles o instrumentos musicales.
Respecto a la importancia y categoría de su obra musical, no existe suficiente conocimiento de la misma para enjuiciarla debidamente. Aun así, el maestro de capilla Francisco Valls aseguró que tenía en gran estima como compositor a Miguel Selma, aprovechando dos fragmentos de sus obras para la defensa de su Misa Scala aretina,  uno de la Misa a 13 voces y otro de un Te Deum a 10 voces. 

## Obra

### Misas
- Misa, 13 voces (solo se conoce un fragmento).
- Et incarnatus est, 6 voces.

### Antífonas
- Salve Regina, 8 voces.
- Salve Regina, 5 voces.
- Salve Regina, 8 voces.
- Salve Regina, 5 voces

### Cánticos
- Magnificat, 8 voces.
- Nunc dimittis, Co, 8 voces.

### Himnos
- Te Deum,  10 voces (solo se conoce un fragmento).

### Motetes
- Inter vestibulum, 8 voces.

### Salmos
- Cum invocarem, 8 voces.
- Dixit Dominus, 6 voces.
- Qui hábitat, 8 voces.

### Obras en español
- A la luz más pura, tono, 5 voces.
- Al pan que todo es dulzura, tono, 4 voces.
- Alerta, alerta, señores, 8 voces.
- Ay, grave sentimiento, tono, 3 voces.
- Ay que sí,  tono, 5 voces.
- O admirable sacramento,  3 voces.
- Oigan, atiendan, 4 voces.
- Os va en palmas de cherubes, 8 voces.
- Pastorcilla mansa, tono, 4 voces, ac.
- Villancico al Sacramento, 4 voces.